# جيمي جيرادون
جيمي جيرادون (بالفرنسية: Jimmy Giraudon)‏ (16 يناير 1992 بلا روشيل في فرنسا - ) هو لاعب كرة قدم فرنسي في مركز الدفاع. لعب مع نادي تروا ونادي غرونوبل ونادي نيور.

## روابط خارجية
- جيمي جيرادون على موقع رابطة كرة القدم الفرنسية للمحترفين (الإنجليزية)
- جيمي جيرادون على موقع قاعدة بيانات كرة القدم.إي يو (الإنجليزية)
- جيمي جيرادون على موقع ليكيب (الفرنسية)
- جيمي جيرادون على موقع Soccerbase.com (لاعب) (الإنجليزية)
- جيمي جيرادون على موقع Soccerway.com (الإنجليزية)
- جيمي جيرادون على موقع AS.com (الإسبانية)